# Сосновская поселковая община
Сосновская поселковая община (укр. Соснівська селищна громада) — территориальная община в Ровненском районе Ровненской области Украины.
Административный центр — посёлок Сосновое.
Население составляет 5440 человек. Площадь — 317,9 км².
В соответствии с распоряжением Кабинета Министров Украины от 12 июня 2020 года, в состав общины вошла территория Сосновского поселкового совета, а также Губковского, Мариновского и Хмелевского сельских советов упразднённого Березновского района.

## Населённые пункты
В состав общины входят 1 посёлок и 11 сёл:
- Посёлок Сосновое
  - Адамовка
  - Великие Селища
  - Вилья
  - Глубочок
  - Ивановка
- Губковский старостинский округ:
  - Губков
  - Мочулянка
  - Совпа
  - Хмелевка
- Мариновский старостинский округ:
  - Бельчаки
  - Маринин